# Municipio de Fay
El municipio de Fay (en inglés, Fay Township) es un municipio del condado de Burke, Dakota del Norte, Estados Unidos. Según el censo de 2020, tiene una población de 29 habitantes.
Abarca una zona exclusivamente rural.

## Geografía
Está ubicado en las coordenadas 48°50′52″N 102°43′48″O / 48.84778, -102.73000. Según la Oficina del Censo de los Estados Unidos, tiene una superficie total de 92.96 km², de la cual 92.86 km² corresponden a tierra firme y 0.10 km² son agua.

## Demografía
Según el censo de 2020, hay 29 personas residiendo en la zona. La densidad de población es de 0.10 hab./km². El 75.86% de los habitantes son blancos, el 3.45% es afroamericano, el 3.45% es amerindio, el 10.34% son asiáticos y el 6.90% son de una mezcla de razas. Del total de la población, el 3.45 % es hispano o latino.